# Liste der Kulturdenkmäler in Kelze
Die folgende Liste enthält die in der Denkmaltopographie ausgewiesenen Kulturdenkmäler auf dem Gebiet des Ortsteils Kelze der  Stadt Hofgeismar, Landkreis Kassel, Hessen.
Hinweis: Die Reihenfolge der Denkmäler in dieser Liste orientiert sich an der Anschrift, alternativ ist sie auch nach der Bezeichnung oder der Bauzeit sortierbar.
Kulturdenkmäler werden fortlaufend im Denkmalverzeichnis des Landes Hessen durch das Landesamt für Denkmalpflege Hessen auf Basis des Hessischen Denkmalschutzgesetzes (HDSchG) geführt. Die Schutzwürdigkeit eines Kulturdenkmals hängt nicht von der Eintragung in das Denkmalverzeichnis des Landes Hessen oder der Veröffentlichung in der Denkmaltopographie ab.

Das Vorhandensein oder Fehlen eines Objekts in dieser Liste ist keine rechtsverbindliche Auskunft darüber, ob es Kulturdenkmal ist oder nicht: Diese Liste entspricht möglicherweise nicht dem aktuellen Stand der offiziellen Denkmaltopographie. Diese ist für Hessen in den entsprechenden Bänden der Denkmaltopographie Bundesrepublik Deutschland und im Internet unter DenkXweb – Kulturdenkmäler in Hessen einsehbar. Auch diese Quellen sind, obwohl sie durch das Landesamt für Denkmalpflege Hessen aktualisiert werden, nicht immer aktuell, da es im Denkmalbestand immer wieder Änderungen gibt.
Eine verbindliche Auskunft erteilt allein das Landesamt für Denkmalpflege Hessen.
Nutze diese Kartenansicht, um Koordinaten in der Liste zu setzen. In dieser Kartenansicht sind Kulturdenkmale ohne Koordinaten mit einem roten bzw. orangen Marker dargestellt und können in der Karte gesetzt werden. Kulturdenkmale ohne Bild sind mit einem blauen bzw. roten Marker gekennzeichnet, Kulturdenkmale mit Bild mit einem grünen bzw. orangen Marker.

## Kelze
| Bild            | Bezeichnung                             | Lage                     | Beschreibung                                                                                | Bauzeit | Daten |
| --------------- | --------------------------------------- | ------------------------ | ------------------------------------------------------------------------------------------- | ------- | ----- |
| Bild gesucht BW | Ehemalige Schule                        | Hinter den Höfen 10 Lage |                                                                                             |         |       |
| Bild gesucht BW | Fachwerkhaus Hugenottenstraße 1         | Hugenottenstraße 1 Lage  |                                                                                             |         |       |
| Bild gesucht BW | Fachwerkhaus Hugenottenstraße 3         | Lage                     | Hugenottenstraße 3                                                                          |         |       |
| Bild gesucht BW | Fachwerkhaus Hugenottenstraße 5         | Hugenottenstraße 5 Lage  |                                                                                             |         |       |
| Bild gesucht BW | Flurtennenhaus Hugenottenstraße 7       | Hugenottenstraße 7 Lage  |                                                                                             |         |       |
| Bild gesucht BW | Fachwerkhaus Hugenottenstraße 11        | Hugenottenstraße 11 Lage |                                                                                             |         |       |
| Bild gesucht BW | Scheune neben Haus Nr. 27               | Inselweg 1 Lage          |                                                                                             |         |       |
| Bild gesucht BW | Wohnhaus einer Hofanlage Inselweg 9     | Inselweg 9 Lage          |                                                                                             |         |       |
| Bild gesucht BW | Wohnhaus Kreuzstraße 9                  | Kreuzstraße 9 Lage       |                                                                                             |         |       |
| weitere Bilder  | Evangelische Filialkirche               | Kreuzstraße 10 Lage      | Fachwerkbau mit Freitreppe und Giebeldachreiter. Die Kanzel befindet sich hinter dem Altar. | 1709    |       |
| Bild gesucht BW | Längsdielenhaus Kreuzstraße 15          | Kreuzstraße 15 Lage      |                                                                                             |         |       |
| Bild gesucht BW | Wohnwirtschaftsgebäude Kreuzstraße 17   | Kreuzstraße 17 Lage      |                                                                                             |         |       |
| Bild gesucht BW | Flurquerdielenhaus Kreuzstraße 18       | Kreuzstraße 18 Lage      |                                                                                             |         |       |
| Bild gesucht BW | Wohnhaus einer Hofanlage Kreuzstraße 19 | Kreuzstraße 19 Lage      |                                                                                             |         |       |
| Bild gesucht BW | Rähmbau Kreuzstraße 20                  | Kreuzstraße 20 Lage      |                                                                                             |         |       |
| Bild gesucht BW | Wohnhaus Kreuzstraße 22                 | Kreuzstraße 22 Lage      |                                                                                             |         |       |